# Conotoxina
La conotoxina o conopéptido es un péptido neurotóxico producido por la glándula venenosa de cerca de 800 especies conocidas de caracoles marinos del género Conus. Cada especie produce entre 100 y 200 diferentes péptidos venenosos por lo que se estima que existen cerca de 100 000 conotoxinas. Estas toxinas son más pequeñas que las que habitualmente se encuentran en otros animales como la víbora o las arañas , generalmente están compuestas por 10 a 35 aminoácidos.
El estudio de las conotoxinas se remonta a los años 70, cuando se descubrieron sus propiedades venenosas y su posible aplicación terapéutica.  
Se han utilizado con fines científicos para determinar la selectividad de determinados fármacos a canales iónicos, debido a su alta especificidad. También han sido utilizadas en la síntesis de fármacos analgésicos muy potentes, como el ziconotide, que se utiliza por vía intratecal para el tratamiento del dolor neuropático persistente y rebelde a todo tipo de tratamiento. Su administración espinal produce analgesia bloqueando la liberación de los neuro-transmisores desde las aferencias nociceptivas primarias y previniendo la propagación de las señales dolorosas hacia el cerebro. Normalmente se administra a través de una bomba de perfusión continua en el espacio subaracnoideo.

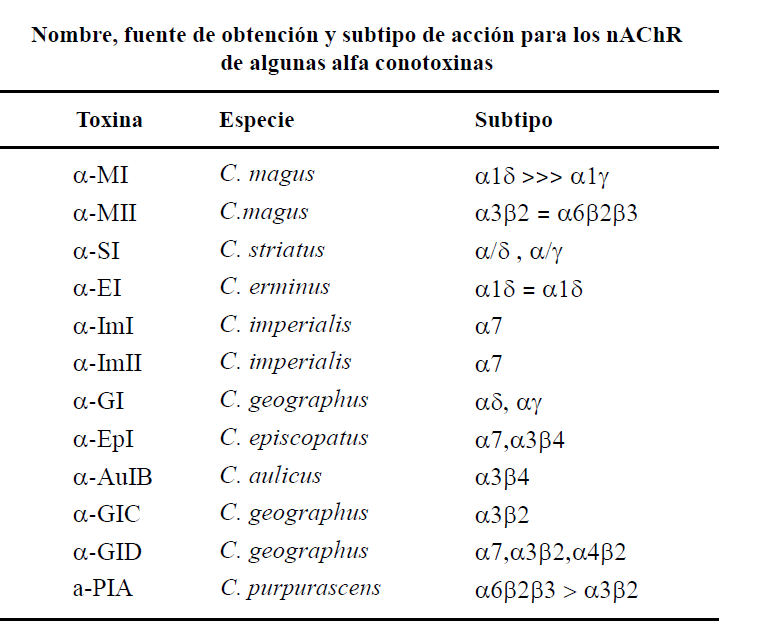
Tipos de Conatoxinas

## Clasificación
Las conotoxinas se han clasificado en 16 superfamilias en relación con su estructura:
- A
  - α
  - αA
  - κA
- D
- I1
- I2
- I3
- J
- L
- M
  - μ
  - ψ
- O1
- O2
- O3
- P
- S
- T
- V
- Y

También se han clasificado de acuerdo al lugar de acción:
- Ca-conotoxinas: canales de calcio.
- Na-conotoxinas: canales de sodio.
- K-conotoxinas: canales de potasio.

## Estructura química
Estas neurotoxinas están constituidas por entre 50 a 200 pequeñas proteínas con péptidos diferentes,  muchos de los cuales están formados por entre 7 y 40 aminoácidos, aunque la mayoría contiene sólo entre 12 y 30. Todos ellos presentan un resto del aminoácido cisteína lo cual permite la formación de enlaces disulfuro dentro de la molécula que le proporcionan una alta estabilidad. Los residuos de cisteína han permitido la clasificación de las conotoxinas, según su estructura química y su número de péptidos Revista Ciencia:
- Las ώ-conotoxinas siguen el patrón C-C-CC-C-C (Los guiones representan el espacio entre cisteína y cisteína, que está ocupado por un aminoácido diferente.) Las w-conotoxinas la entrada de calcio, activada por voltaje dentro de la membrana presináptica y, por tanto, la liberación de acetilcolina
- las α-Conotoxina mantienen una disposición CC-C-C.
- Las δ-Conotoxina tienen 29 péptidos.
- Las k-Conotoxina tienen 27 péptidos.

## Mecanismo de acción farmacológico
Los canales de sodio tienen un papel fundamental en la fisiología del sistema nervioso: transmiten impulsos eléctricos a través de células y redes celulares permitiendo la coordinación de un amplio rango de procesos fisiológicos que van desde la locomoción hasta la cognición. En síntesis, son proteínas que funcionan como catalizadores del paso de iones de sodio a través de la membrana plasmática en las direcciones dictadas por el potencial electroquímico. 
Las conotóxinas mantienen una alta selectividad por los canales voltaje-dependientes y los canales iónicos, especialmente los de sodio, así como en las subunidades de los últimos, provocando que no se excite la célula, y no se libere el neurotransmisor . Otro mecanismo de acción, en algunos tipos específicos de estas conotoxinas, consiste en antagonizar competitivamente, de manera reversible o irreversible, al neurotransmisor, inhibiendo así su acción.
El mecanismo de acción difiere según el tipo de conotoxina: Dos de ellas, la αA conotoxina PIVA, cuyo blanco molecular es el receptor nicotínico a la acetilcolina, y la μ -conotoxina PIIIA, que bloquea los canales de sodio dependientes de voltaje del músculo esquelético, no producen la parálisis rígida. La d -conotoxina PVIA y la k -conotoxina PVIIA parecen no competir por los sitios de unión de las w-conotoxinas. La inyección de este péptido a un sujeto de ensayo produce hiperactividad inicial, seguida por contracción y extensión continuas de las aletas mayores, sin parálisis ni muerte. La d -conotoxina PVIA, en cambio, provoca disminución en la actividad locomotora, extensión mandibular y posteriormente, espasmo y parálisis rígida generalizada que conduce a la muerte.

## α-Conotoxinas
Las α-conotoxinas han sido las conotoxinas más estudiadas debido a su alto grado de especificidad por un determinado tipo de receptor de Nicotina y Acetilcolina a nivel neuronal. Las α-conotoxinas actúan como antagonistas competitivos en la interfase de dos subunidades α o en la interfase de una subunidad α y otra cualquiera, es decir, son antagonistas postinápticos
Dos destacadas α-conotoxinas son la α-ImI y la α-ImII, las cuales se extraen del Conus imperialis, ambas constituidas por 12 Aminoácidos. Ambas se unen al receptor Nicotinico-Colinérgico en la subunidad α7. La α-ImI se une de manera competitiva, mientras que la α-ImII lo hace de manera no competitiva. 

## Aplicaciones terapéuticas
La actividad biológica primaria de las conotoxinas se produce a través de interacciones con canales iónicos específicos. Más comúnmente, estos péptidos modulan canales dependientes de voltaje e inhiben la entrada de Na +, K +, e iones Ca2 + en las células. Conotoxins son algunos de los venenos de alrededor de 100.000 pequeños péptidos ricos en sulfuro producidos por depredadores caracoles cono (género Conus). La notable diversidad de estructura farmacológico, función y utilidad ha sido revisado recientemente. [1] El papel fisiológico típico de los canales iónicos dependientes de voltaje es la producción, la modulación, y la transducción de las señales eléctricas. Por lo tanto, la utilidad clínica potencial de estos agentes serían alteración de los procesos biológicos que dependen de la señalización eléctrica, como puede ser el dolor. Por ello estas toxinas han sido utilizadas en la elaboración de analgésicos, especialmente los utilizados en caso de dolor crónico, como es el caso del ziconotide, administrado por vía intratecal en caso de dolor crónico y dolores refractarios a tratamientos convencionales como los opiáceos.

## Toxicología
El rasgo en común a todas ellas es el bloqueo de la conducción nerviosa y la parálisis de los músculos. La inyección de este péptido a un sujeto de ensayo produce hiperactividad inicial, seguida por contracción y extensión continuas de las aletas mayores, sin parálisis ni muerte. Algunos subtipos de conotoxina, en cambio, provocan una disminución en la actividad locomotora,  que deriva en espasmo y parálisis rígida generalizada que conduce a la muerte.
Las especies más venenosas son sin duda Conus geographus, Conus tulipa y Conus striatus, las tres piscívoras. No parece haber una relación entre el tamaño del espécimen y su peligrosidad. La gravedad de las picaduras se relaciona más con el tiempo de contacto, ya que la cantidad de veneno disponible después de una picadura sigue siendo casi la máxima. Conviene recordar que un cono dispone de varias docenas de aguijones venenosos por lo que las picaduras pueden ser múltiples. El recolector imprudente sentirá inicialmente un dolor agudo, seguido por una parálisis progresiva que puede llevarle a la muerte en un lapso de 2 a 6 horas.
Según el tiempo de exposición y la gravedad de los síntomas, podemos clasificar el cuadro clínico en cuatro etapas:
1. Los síntomas iniciales consisten en isquemia localizada, cianosis y tumefacción en el lugar de la herida, dolor agudo localizado o sensación de quemadura similar a una picadura de avispa. El dolor intenso, la inflamación, el entumecimiento y las parestesias se inician en el sitio de la herida para después irradiarse a todo el cuerpo e incluso hasta boca y labios.
2. Los síntomas tardíos se presentan con ausencia de reflejo rotuliano, afonía, disfagia y en ocasiones prurito generalizado, visión borrosa, diplopía y aunque puede haber náusea es poca ya que la toxina no ejerce efecto alguno a nivel gastrointestinal.
3. Los síntomas graves son detectados por la parálisis de los músculos voluntarios, primero por la falta de coordinación en los movimientos, para después llegar a parálisis muscular, puede llegar al ahogamiento si el paciente esta en el agua.
4. En el peor de los casos el paciente puede llegar al coma y muerte debido a la insuficiencia cardiaca. El periodo de recuperación de estos pacientes varia de horas a semanas, cursando este tiempo con cansancio y debilidad al mínimo esfuerzo

## Tratamiento
En caso de picadura puede utilizarse algún tipo de dispositivo aspirante e inmovilizar lo más posible la zona afectada y realizar un torniquete para ralentizar la dispersión del veneno en la sangre. Se debe procurar también conservar el cono para mostrarlo a los médicos. No existe antídoto contra el veneno de los conos, o más exactamente contra las moléculas responsables de su toxicidad, las conotoxinas; el tratamiento es por lo tanto sintomático. Para combatir el dolor se recomienda una inyección de analgésico. En todos los casos, incluso si el dolor no es fuerte y la picadura no parece peligrosa, avisar a un médico.